# Zespół serotoninowy
Zespół serotoninowy − stan wywołany zbyt dużą ilością serotoniny w mózgu. Najczęściej spowodowany jest interakcjami różnych substancji blokujących wychwyt zwrotny neuroprzekaźnika, m.in. niektórych TLPD (klomipraminy), inhibitorów MAO z SSRI, SSRI z dekstrometorfanem, przedawkowaniem SSRI. ZS może się pojawić również na początku terapii SSRI. Może też być powikłaniem augmentacji terapii SSRI węglanem litu. Może prowadzić do śmierci. Do 1999 roku stwierdzono 23 przypadki śmiertelne.

## Objawy zespołu serotoninowego
- ból głowy
- halucynacje
- podwyższona temperatura ciała
- sztywność mięśni
- drżenie mięśni
- zaburzenia snu pod postacią bezsenności
- przyspieszenie toku myślenia
- nadmierne pocenie się
- nadciśnienie tętnicze
- tachykardia
- nudności
- wymioty
- biegunka
- drgawki
- zagubienie
- niepokój
- chwilowe problemy z koncentracją
- zaczerwienienie skóry
- poszerzenie źrenic
- zawroty głowy